# وول ماثيوز
وول ماثيوز (بالإنجليزية: Wall Matthews)‏ هو ملحن وعازف بيانو أمريكي، ولد في 18 نوفمبر 1950 في بالتيمور في الولايات المتحدة.